# Тарасов, Александр Анатольевич
Алекса́ндр Анато́льевич Тара́сов (род. 7 марта 1972) — советский и российский футболист, защитник, нападающий, полузащитник.

## Карьера
В 1989 году выступал в дублирующем составе московского «Торпедо», за основную команду сыграл 5 матчей в Кубке федерации, забил один гол. Вторую половину сезона провёл в фарм-клубе ЦСКА во Второй лиге. В 1990—1991 годах сыграл 58 матчей за московскую «Звезду». В 1992—1994 годах был в составе «Торпедо», за основную команду сыграл один матч — 7 ноября 1992 года против «Динамо-Газовика» (2:1). В сезоне 1993/94 провёл 10 матчей, забил один гол за молдавский клуб «Торентул». В дальнейшем играл за российские клубы низших дивизионов «Монолит» (1997—1998), «Уралан ПЛЮС» (2000—2002), луховицкий «Спартак» (2003—2004), «Обнинск» (2004).

## Достижения
- Бронзовый призёр зоны «Запад» Второго дивизиона: 2002